# Col du Mollendruz
Il Col du Mollendruz è un passo di montagna nel massiccio del Giura che collega le località di Cossonay e di Le Pont, Canton Vaud in Svizzera. Scollina a un'altitudine di 1 280 m s.l.m.